# نادین ارنستین-کرینکه
نادین ارنستین-کرینکه (انگلیسی: Nadine Ernsting-Krienke؛ زادهٔ ۵ فوریه ۱۹۷۴) بازیکن هاکی روی چمن اهل آلمان بود.